# Legnawa
Legnawa (słow. Legnava, węg. Hosszúvágás, niem. Langenau) – wieś (obec) na Słowacji w kraju preszowskim, powiecie Lubowla. Pierwsza wzmianka pisemna o miejscowości pochodzi z roku 1427.